# ロニー・リー
ロニー・リー（Ronnie Lee、1951年 - ）は、動物の権利を提唱する過激派組織の動物解放戦線やイギリスの狩猟妨害協会を設立した環境主義者である。